# قطعنامه ۷۰ شورای امنیت
قطعنامه  ۷۰ شورای امنیت سازمان ملل متحد که در تاریخ ۰۷ مارس ۱۹۴۹ تصویب شد، سندی بین‌المللی دربارهٔ قیمومت از مناطق استراتژیک است. این قطعنامه طی نشست ۴۱۵ام با ۸ موافق، ۰ مخالف و ۳ ممتنع تصویب شد.